# Дубовый Овраг
Дубовый Овраг — село в Светлоярском районе Волгоградской области России. Административный центр Дубовоовражного сельского поселения.
Основано в 1818 году
Население — 2009 (2021) чел. 

## История
Поселение на месте села Дубовый Овраг возникает в XVIII веке, когда здесь на берегу озера Сарпа обосновались калмыки, образовав хотон (селение) — Хар-Модн (калм. Хар Модн - чёрное дерево). Название хотон получил из-за большого количества дубов, росших по берегам озера и многочисленным балкам. Во второй половине XVIII века началось интенсивное освоение южных районов России. Прибывают первые переселенцы из малоземельных центральных российских губерний — Тамбовской, Воронежской, Тульской и Рязанской губерний. Поселенцами по соседней балке, поросшей лесом, село было названо «Дубовый Овраг». Официальной датой основания считается 1818 год
Согласно списку населённых мест Астраханской губернии 1861 года в 1859 году в Дубовом Овраге имелась православная церковь, численность населения составляла 1093 человека.

## Физико-географическая характеристика
Село расположено в степи в пределах Сарпинской низменности, являющейся северо-западной частью Прикаспйиской низменности, у озера Сарпа, на высоте 1 метр над уровнем моря. К северо-востоку расположен пруд Дубовый. К западу от села — восточные склоны Ергенинской возвышенности. Почвы — солонцы (автоморфные).
По автомобильным дорогам расстояние до областного центра города Волгограда (до центра города) составляет 55 км, до районного центра посёлка Светлый Яр — 30 км. Через село проходит федеральная автодорога «Каспий» (Подъезд к г. Элисте) Р22
Климат
Климат континентальный, засушливый, с жарким летом и относительно холодной и малоснежной зимой (согласно классификации климатов Кёппена — Dfa). Среднегодовая температура воздуха положительная и составляет + 8,8 °C. Средняя температура самого холодного января — 6,9 °С, самого жаркого месяца июля + 24,8 °С. Расчётная многолетняя норма осадков — 363 мм. В течение года количество осадков распределено относительно равномерно: наименьшее количество осадков выпадает в марте — апреле (по 23 мм) и октябре (22 мм), наибольшее количество — в июне и декабре (по 37 мм).
Часовой пояс
Дубовый Овраг, как и вся Волгоградская область, находится в часовой зоне МСК (московское время). Смещение применяемого времени относительно UTC составляет +3:00.

## Население
Динамика численности населения
| 1835 | 1859 | 1914 | 2002 |
| ---- | ---- | ---- | ---- |
| 672  | 1093 | 3451 | 1948 |

По 8 народной переписи 1835 года в Дубовом овраге проживало 104 семьи государственных крестьян; всего 672 жителя.
В 1914 году в Дубовом Овраге насчитывалось 495 дворов, проживало 1756 душ мужского и 1675 душ женского пола, в пользовании находилось 2566 десятин удобной и 2115 десятин неудобной земли.
| 2010  | 2012  | 2013  | 2014  | 2015  | 2016  | 2017  |
| ----- | ----- | ----- | ----- | ----- | ----- | ----- |
| 2091  | ↘2051 | ↘2049 | ↘2019 | ↘2012 | →2012 | ↗2017 |
| 2018  | 2019  | 2020  | 2021  |       |       |       |
| ↗2025 | ↘2006 | ↗2010 | ↘2009 |       |       |       |

национальный состав
В селе проживают представители 26 национальностей, в том числе башкиры, даргинцы, удины,поляки, аварцы, калмыки, молдаване, немцы, казахи, табасаранцы, евреи, удмурты, цыгане, литовцы. Основная часть населения — люди пожилого и среднего возраста.

## Известные жители и уроженцы
- Герой Советского Союза Белоусов, Николай Петрович

## Достопримечательности
- православный храм Никиты Великомученика[26]